# Kadell Daniel
Kadell Daniel, né le 3 juin 1994 à Londres, est un footballeur international guyanien jouant poste d'arrière gauche ou de milieu gauche.

## Biographie

### En club

#### Passage à Crystal Palace puis à Charlton Athletic
Le 4 septembre 2013, après avoir refusé de prolonger avec Crystal Palace, Daniel signe un contrat d'un an, avec une option d'une année supplémentaire à Charlton Athletic.

#### Prêts successifs
Après avoir passé deux ans au club sans jouer, il est prêté, en février 2015, à Hayes & Yeading United pour un mois. Le 14 février 2015, Daniel fait ses débuts avec Hayes & Yeading United face à Bromley (match nul 1-1). Lors de cette rencontre, il sera remplacé à la 83e minute de jeu par Rhys Murrell-Williamson.
Le 26 mars 2015, il rejoint Torquay United en prêt pour le reste de la saison 2014-2015. Le 4 avril 2015, Daniel fait ses débuts avec Torquay United contre Dartford (match nul 1-1). Lors de cette rencontre, il sera remplacé à la 83e minute de jeu par Duane Ofori-Acheampong. Une semaine plus tard, Daniel marque son premier but pour Torquay United, à domicile, contre Altrincham, ouvrant le score à la 22e minute de jeu (victoire 2-0).

#### Woking
En août 2015, il rejoint Woking pour un an. Le 8 août 2015, il fait ses débuts avec ce club contre les Tranmere Rovers, en remplaçant Bruno Andrade à la 68e minute de jeu (défaite 1-0). Lors de sa deuxième titularisation, Daniel marque son premier but sur coup franc face à Chester (victoire 5-2). Une semaine plus tard, il marque une nouvelle fois contre Boreham Wood (match nul 1-1).

#### Welling United
En janvier 2016, il signe à Welling United, club rival de Woking. Le 23 janvier 2016, il fait ses débuts avec ce club contre Barrow (défaite 1-2). Une semaine plus tard, Daniel inscrit son premier but pour Welling United face à Halifax Town (match nul 1-1).

#### Dulwich Hamlet et prêt à Leatherhead
Après de nombreux essais pour des clubs de National League, dont Boreham Wood, Daniel choisit de rejoindre Dulwich Hamlet en Isthmian Football League en août 2016. Le 13 août 2016, il marque lors de ses débuts pour Dulwich Hamlet contre l'AFC Sudbury (match nul 2-2).
Le 28 octobre 2016, il est prêté à Leatherhead. Le 5 novembre 2016, Daniel fait ses débuts pour le Leatherhead FC face à Lowestoft Town (victoire 3-1). Quelques semaines plus tard, Daniel inscrit deux buts lors de la victoire 5-2 de Leatherhead contre Staines Town. Le 31 janvier 2017, il est libéré de son contrat avec Dulwich Hamlet.

#### Dover Athletic et prêt à Margate
Le 1er août 2017, il rejoint le Dover Athletic. Il fait ses débuts lors de la première journée de championnat contre Hartlepool United (victoire 0-1). Il marque son premier but pour le club lors d'une victoire 0-2 face à Aldershot Town. En fin de saison, Daniel prolonge son contrat avec le Dover Athletic, après avoir marqué 2 buts en 39 matchs.
Jouant peu avec le Dover Athletic, il est prêté à Margate en Isthmian Football League. En fin de saison, il est libéré par le Dover Athletic

#### Margate
Libre de tout contrat, l'international guyanien s'engage avec Margate.

### En sélection
Le 15 novembre 2017, il fait ses débuts avec le Guyana lors d'un match amical contre Trinité-et-Tobago (match nul 1-1).
En juin 2019, il est retenu par le sélectionneur Michael Johnson afin de participer à la Gold Cup organisée aux États-Unis, en Jamaïque et au Costa Rica. Le 26 juin 2019, il joue son seul match de Gold Cup face à Trinité-et-Tobago (match nul 1-1).

### Statistiques

#### Buts en sélection
| Buts internationaux de Kadell Daniel | Buts internationaux de Kadell Daniel | Buts internationaux de Kadell Daniel                            | Buts internationaux de Kadell Daniel | Buts internationaux de Kadell Daniel | Buts internationaux de Kadell Daniel | Buts internationaux de Kadell Daniel                                   | Buts internationaux de Kadell Daniel |
|                                      | Date                                 | Lieu                                                            | Adversaire                           | Score                                | Résultat                             | Compétition                                                            |                                      |
| ------------------------------------ | ------------------------------------ | --------------------------------------------------------------- | ------------------------------------ | ------------------------------------ | ------------------------------------ | ---------------------------------------------------------------------- | ------------------------------------ |
| 1.                                   | 13 octobre 2018                      | TCIFA National Academy, Providenciales, Îles Turques-et-Caïques | Îles Turques-et-Caïques              | 0-7                                  | 0-8                                  | Tournoi de classement de la Ligue des nations de la CONCACAF 2019-2020 |                                      |
| 2.                                   | 14 octobre 2019                      | Synthetic Track and Field Facility, Leonora, Guyana             | Antigua-et-Barbuda                   | 2-1                                  | 5-1                                  | Ligue B de la Ligue des nations de la CONCACAF 2019-2020               |                                      |